# Fabrycjan
Fabrycjan – imię męskie pochodzenia łacińskiego. Wywodzi się od słowa faber oznaczającego "rzemieślnik".
Fabrycjan imieniny obchodzi 22  sierpnia.